# Vessölandet
Vessölandet est une île de Finlande.

## Géographie
Elle est située à 10 km au Sud de Porvoo dans le golfe de Finlande. Elle s'étend sur 12 km de longueur et 5 km de largeur. Avec 52 km² de superficie, elle est la plus grande île de l'Uusimaa de l'Est.
Elle est séparée du continent par le détroit de Fladan. 
On y cultive la betterave à sucre et les pommes de terre. 

## Histoire
L'île est connue pour son industrie du sable qui a débuté à la fin des années 1800. Le commerce s'est longtemps fait avec Helsinki ou Stockholm où il était expédié.  